# Karl Schaifers
Karl Schaifers (* 21. November 1921 in Koblenz; † 26. Oktober 2009 in Heidelberg) war ein deutscher Astronom. 
Karl Schaifers studierte Astronomie und Physik in Bonn; 
dort promovierte er 1952 mit der Arbeit Untersuchungen über die absoluten Helligkeiten und die räumliche Verteilung der F-Sterne.
Er arbeitete anschließend an der Landessternwarte Heidelberg-Königstuhl.
Gemeinsam mit Sebastian von Hoerner verfasste er Meyers Handbuch über das Weltall (1960) und betreute die folgenden Auflagen des Werkes (6. Aufl. 1984). Mit Rudolf Kühn und Hans Elsässer zusammen begründete er 1962 die Zeitschrift Sterne und Weltraum und schrieb einige populärwissenschaftliche Bücher. 
1983 erhielt er den Bruno-H.-Bürgel-Preis der Astronomischen Gesellschaft für seine Verdienste für die Popularisierung der Astronomie.
Nach ihm wurde der von Karl Wilhelm Reinmuth entdeckte Asteroid (1742) Schaifers benannt.

## Veröffentlichungen (Auswahl)
- Geschwister der Sonne, 1976
- Atlas zur Himmelskunde, 1969
- Meyers Sternbuch für Kinder: Petra lernt den Himmel kennen, 1964
- Meyers Handbuch über das Weltall, Bibl.Inst., Mannheim 1960
- Tabulae caelestes, Neuauflage des Himmelsatlas Schurig-Götz, 1960